# Crotalaria paulitscgkei
Crotalaria paulitscgkei là một loài thực vật có hoa trong họ Đậu. Loài này được (G. Beck, in Paulitschke) Baker f. miêu tả khoa học đầu tiên năm 1914.